# Бахожа (Лосицький повіт)
Бахожа (пол. Bachorza) — село в Польщі, у гміні Гушлев Лосицького повіту Мазовецького воєводства. Населення — 83 особи (2011).

## Історія
За даними етнографічної експедиції 1869—1870 років під керівництвом Павла Чубинського, у селі проживали лише греко-католики, які розмовляли українською мовою.
У 1975—1998 роках село належало до Білопідляського воєводства.

## Демографія
Демографічна структура станом на 31 березня 2011 року:
|          | Загалом | Допрацездатний вік | Працездатний вік | Постпрацездатний вік |
| -------- | ------- | ------------------ | ---------------- | -------------------- |
| Чоловіки | 41      | 8                  | 22               | 11                   |
| Жінки    | 42      | 12                 | 17               | 13                   |
| Разом    | 83      | 20                 | 39               | 24                   |